# Gustaf Nordqvist

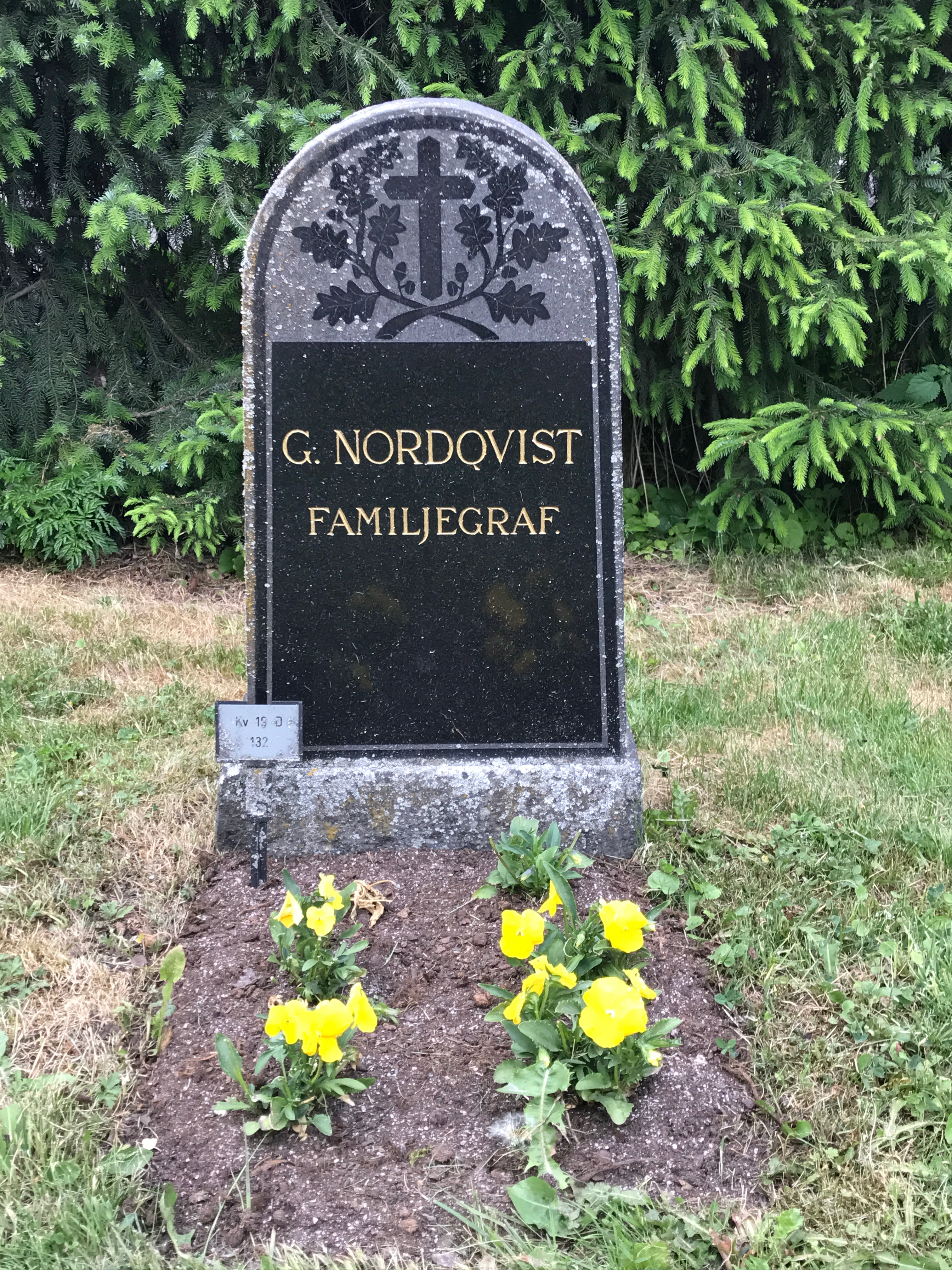
Gravvård på Norra begravningsplatsen

Gustaf Lazarus Nordqvist, född 12 februari 1886 i Stockholm, död 28 januari 1949 i Stockholm, var en svensk kompositör och kyrkomusiker.

## Biografi
Nordqvist var son till arbetaren Anders Gustaf Nordqvist (1846-1919) och Augusta Johansson (1849-1926). Han blev hösten 1901 elev på Kungliga Musikkonservatoriet i Stockholm där han avlade organistexamen 1903 och kyrkosångarexamen 1908. Åren 1904-1910 studerade han solistiskt pianospel för Lennart Lundberg och 1904-1908 kontrapunkt och komposition för Ernst Ellberg. Efter studierna i Stockholm fortsatte han att studera vid Sternska konservatoriet i Berlin 1913-1914. 
Han tjänstgjorde som organist i Adolf Fredriks kyrka i Stockholm 1914-1949 och som lärare i harmonilära vid Stockholms musikkonservatorium 1925-1949 (från 15 juni 1944 med titeln professor). Från 1923 var han även lärare vid Richard Anderssons musikskola och från 1926 överlärare i orgelspel vid Karl Wohlfarts musikinstitut i Stockholm.
Han invaldes som ledamot nr 608 av Kungliga Musikaliska Akademien den 21 december 1932 och mottog utmärkelsen Litteris et Artibus 1935. Han fick professors namn 1944.
Till Nordqvists mest kända tonsättningar hör Jul, jul, strålande jul, Till havs och Herren är min herde. Han tonsatte också flera dikter av Dan Andersson som "Men jag hörde en sång" och "Det är något bortom bergen". Totalt skrev han ett par hundra solosånger, många med sakral text. 
Gustaf Nordqvist hade två sångarfavoriter: operasångaren och tenoren Jussi Björling och kyrkosångaren och barytonen Einar Ekberg. Björling sjöng in bland annat Till havs och Ekberg har gjort upptagningar av såväl sakrala som profana Nordqvistsånger. Nordqvist tillägnade Ekberg sin tonsättning Allenast i Gud har min själ sin rosom bl.a sjungits in på skiva av världstenoren Nicolai Gedda.
I 1937 års psalmbok och Den svenska psalmboken 1986 finns Nordqvist representerad med psalmen Jesus från Nasaret går här fram till text av Anders Frostensson. 
Gustaf Nordqvists mångårige vän tonsättaren Karl-Erik Svedlund har i sin bok De sågo himmelen öppen  tecknat ett ömsint porträtt av tonsättarkollegan och gett en sammanfattande beskrivning av hans verk. Både Nordqvists föräldrar och hans svärfar var baptister. Gustaf Nordqvist är begravd på Norra begravningsplatsen utanför Stockholm.

## Verklista (urval)

### Psalmer
- Jesus från Nasaret går här fram (1937 nr 48, 1986 nr 39) tonsatt 1937.

### Orgelverk
- Två orgelkoraler: 
  - O du min ädla skatt
  - I himmelen
- Sorg
- Två preludier
- Feststycke i C-dur
- Feststycke (för orgelharmonium)

### Pianoverk
- Tre pianostycken: 
  - Legend
  - Barcarolle
  - Scherzo
- Poetiska tonbilder: 
  - En saga
  - En sommardag
  - I folkton
  - Sorgesång
  - Humoresk
- Valse gro-tesque
- Suite för piano (Preludium, Menuett, Intermezzo tragico, Gavotte)
- Strödda blad: 
  - Morgonstämning
  - Klockorna
  - Solregn
  - Skogstroll
  - Visa
  - Skymningston
  - Dansmelodi
- Valse d'amour
- Om sommaren sköna 1: 
  - Gånglåt
  - Solregn
  - Stilla afton
  - Det var en gång
  - Bröllopståg
  - Klockorna ringa
  - Visa i moll
  - Allmogedans
  - Serenad
  - På sjön
- Om sommaren sköna 2: 
  - Sommarkväll
  - Herdesång
  - Lustig lek
  - Melodi i folkton
  - Gycklaren
  - Vid fäbodvallen
  - Det lider mot höst
- Två preludier: 
  - Prélude funébre
  - Prélude pathétique
- Lyriskt poem
- Scherzando (Humoresk)
- Sonat i D-dur, opus 1, (1905)
- Två fantasier
  - Fantasia elegiaca
  - Fantasia festivo
- Svenskt festspel (1938?)
- Elegie för piano (till Kurt Atterbergs 50-årsdag) (1937)

### Violinsonat
- Sonat för violin och piano i d-moll (1916)

### Kör
- Bed att det dagas (Topelius)
- Bön om frid (Runeberg)
- De som älska (A Ekberg)
- Ditt ord, o Jesu, bliva må (Wallin)
- Herre Jesu, du är vägen (Evers)
- Hur är ditt namn, o Gud, så stort (Runeberg), bl kör (även i Laudamus);
- Jungfrun i det gröna (B E Malmström)
- Liljekonvaljer (Nilsson)
- Lovsång (Bolander)
- Löftets sång (Österling)
- Mig törstar
- Mitt folk (Rydberg)
- När klockorna ringa (Mannström)
- Sjung dina visor, skymning (A Nordgren)
- Sommarvisa (Söderberg)
- Stora har ju skor och tycker man ska skratta (S Hagliden)
- Stort är ett liv (H Blomberg)
- Sveriges folk (L Nordström)
- Sång, vår sång (Rangström)
- Sångarvakt (Nycander)
- Sångens andar (Bergman)
- Till Sverige (Nilsson)
- Till sången (E V Knape)
- Vinterlandet, drömmarlandet (G Mascoll Silfverstolpe)
- Vårlåt (Karlfeldt)

### Kantater
- Kantat till jubileumsutställningen i Göteborg 1923 (Österling) (1923)
- Kantat till Adolf Fredriks kyrkas 150-årsjubileum den 30 november 1924 (Mannström), f soli, bl kör, barn-kör o orgel ) (1924)
- Kantat till Medelpads allmänna körförbunds 25-årsjubileum
- Kantat till Stöde hembygdsförening

### Sånger
- Barnesang (okänd förf)
- Lindagulls krona (B Gripenberg)
- Sex sånger: 
  - Dalbolåt (V Myren)
  - Drivsnö (Gripenberg)
  - Hon och döden (O Levertin)
  - Vildfågel lilla (O Bruno)
  - En skymningens visa (B E Nyström)
  - Tag vingar (K A Tavaststjerna)
- Himfys kärlekssånger (J L Runeberg):
- Dagar komma, dagar ser jag lykta 1913, Såsom hjorten, nådd av pilen 1908, Svalan flyktar, löven falla 1908, Hennes ljuva röst mig rörde 1913, utg 1913;
- Fyra sånger: 
  - Så kom du (Gripenberg)
  - Lillebarn (B Bergman)
  - Jag hör en stämma så känd och kär (Hans Larsson)
  - Vid dammen (Gripenberg)
- Fyra dikter ur "Till Afrodite" (J Ger-nandt-Claine) 
  - Junidagen lekte
  - Vida, vilande majnatt
  - Det stiger en bölja
  - En glädje jag gick att möta
- Serenad (F Vetterlund)
- Fosterlandshymn (Runeberg)
- Sången om Dalsland (Myren)
- Sånger och visor, h 1 — 2: 
  - Hav tack (J Tegengren),
  - Visa: Solblind jag andas (dens)
  - Kunde jag dikta en visa (A Mörne)
  - Nya stjärnor (Gripenberg)
  - Av rosor röda (A Gullstrand)
  - Slåttervisa (Myren)
- Sol över Sverige (O Siren)
- Två andliga sånger: 
  - Bön (A Garborg)
  - Åkallan (A Björk)
- Lyrik, sju sånger: 
  - Melodi (Bergman)
  - Visa i folkton (Garborg)
  - Bön (A Österling)
  - Stolts Gullevi (G Kallstenius)
  - Gammal sorg (Österling)
  - Ödesvisan (Bergman)
  - Sjömanssång (G Ullman)
- Varde ljus, fyra andliga sånger: (1945, utgiven 1946) 
  - Varde ljus (B Nyländer) (1942)
  - Somnar jag in med blicken fäst (Tegengren) (1945)
  - Vida, vida (Forssell-Gullstrand) (1945)
  - Aftonbön (K Boye) (1945)
- Herre, Du skall tala (N Bolander) (1946)
- Det är något bortom bergen, tre sånger: 
  - Det är något bortom bergen (Andersson)
  - Vi människor (Heidenstam)
  - Bortom berg och mörka vatten (H Gullberg)
- Livets förklaringar (Nycander)
- Stig, o stig på eldens vingar (Nyström)
- Smålandssången (L Andrén)